# Tonlös retroflex frikativa
En tonlös retroflex frikativa (även rs-ljudet) är ett konsonant språkljud. Det tecknas i IPA som [ʂ] (ett s med krok). Ljudet förekommer i svenska, och representeras av bokstavskombinationen rs i centralsvenska "färs".

## Egenskaper
Egenskaper hos den tonlösa retroflexa frikativan:
- Den är pulmonisk-egressiv, vilket betyder att den uttalas genom att lungorna trycker ut luft genom talapparaten.
- Den är tonlös, vilket betyder att stämläpparna är slappa under uttalet och inte genererar en ton.
- Den är retroflex, vilket betyder att den uttalas genom att tungspetsen viks bakåt och trycks mot gommen.
- Den är frikativ, vilket betyder att luftflödet går genom en förträngning i talapparaten.

## Förekomst

### Färöiska
I färöiskan förekommer ljudet på många olika ställen, antingen som en förändring av [ɹ] eller [ɹ] förenad med någon annan vokal; till exempel i orden franskt [fʂaŋ̊kst], korter [kɔɻʂˈteːɹ] "kvart" och trúleysur [ˈtʂʉuːlɛisʊɹ] "trolös".

### Svenska
En tonlös retroflex frikativa förekommer i mitten eller slutet av många svenska lånord, som "dusch" och "garage". I svenska dialekter med tungspets-r ersätter den tonlösa retroflexa frikativan ett separat uttal av bokstäverna i bokstavskombinationen rs. (I Finlands-svenska uttalas r och s var för sig. I Södra Sverige (där tungrots-r istället för tungspets-r används) uttalas rs ofta som ett s-ljud ("foss"). Det normala är annars att en typ av tungrots-r eller vokaliserat r används vid sydsvenskt uttal.)
Den tonlösa retroflexa frikativan skiljer sig fonematiskt från sj-ljudet i enstaka minimala ordpar, exempelvis mach (efter fysikern Ernst Mach) och mars, där det förra i mellansverige ofta uttalas med mellersta sj-ljudet, och det senare med främre sj-ljudet (som liknar men inte ska sammanblandas med tj-ljudet). Detta kan tolkas som att sj-ljudet och rs-ljudet är olika fonem, det vill säga olika betydelsebärande språkljud, var och en med flera regionala uttalsvarianter.

## Exempel
Följande ord uttalas med främre sj-ljudet i centralsvenska (tonlös retroflex frikativa /ʂ/):
| Ord    | Uttal på centralsvenska (IPA) |
| ------ | ----------------------------- |
| hurts  | /hɵʈʂ/                        |
| mars   | /maʂ/                         |
| shorts | /ɧoːʈʂ/                       |